# ساشا پالگن
ساشا پالگن (به انگلیسی: Sascha Palgen) ژیمناست زادهٔ ۱۵ اوت ۱۹۸۴ میلادی اهل کشور لوکزامبورگ است.